# Carrera y Carrera

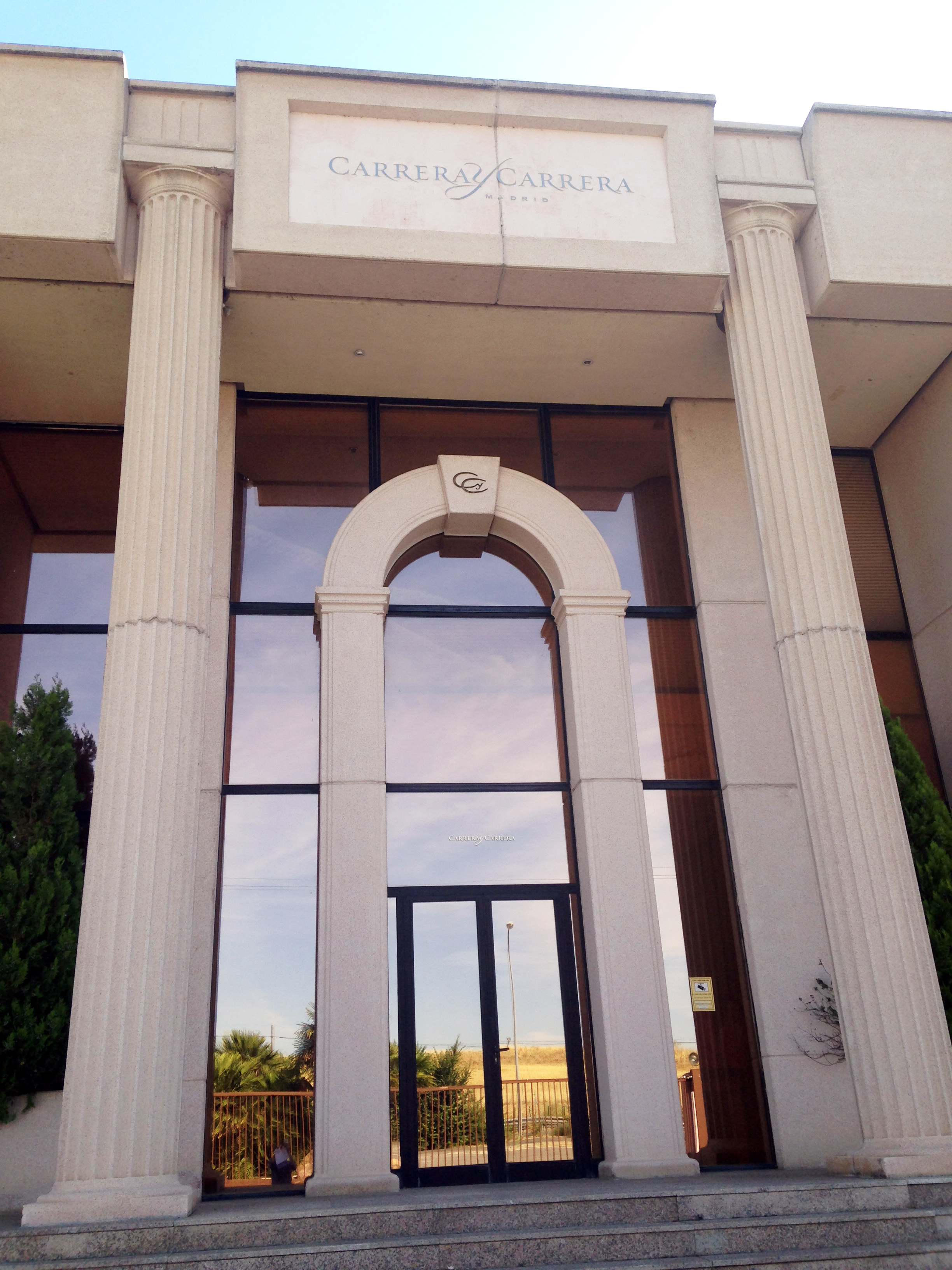
Hauptsitz von Carrera y Carrera in San Agustín del Guadalix.

Carrera y Carrera ist eine spanische Manufaktur von Schmuck und Armbanduhren mit Hauptsitz in San Agustín del Guadalix.

## Geschichte
Die Ursprünge des Unternehmens Carrera y Carrera gehen auf das Jahr 1885 zurück, als Saturio Esteban Carrera eine kleine Schmuckwerkstatt in Barrio de las Letras eröffnete. José Esteban Carrera, der Sohn Saturios, lernt den Schmuckhandel in Paris kennen. Nach seiner Rückkehr nach Spanien setzte er die Familientradition fort und eröffnete 1920 eine Werkstatt in Madrid. Da er kinderlos blieb, bildete er seine vier Neffen José, Saturio, Pedro und Andrés als Juweliere aus. In den 1970er Jahren etablierten die Urenkel Manuel Carrera und Juan José Carrera die Marke, später wechselte das Unternehmen mehrfach die Eigentümer. 2010 wurde es von einer Gruppe ungenannter russischer Investoren erworben. Der Umsatz lag in diesem Jahr bei 20 Millionen Euro, 2011 bei 22 Millionen Euro, 2012 bei 24 Millionen Euro und 2013 bei 26 Millionen Euro. Weltweit erbringen chinesische Touristen die Hälfte des Umsatzes.

## Vertrieb

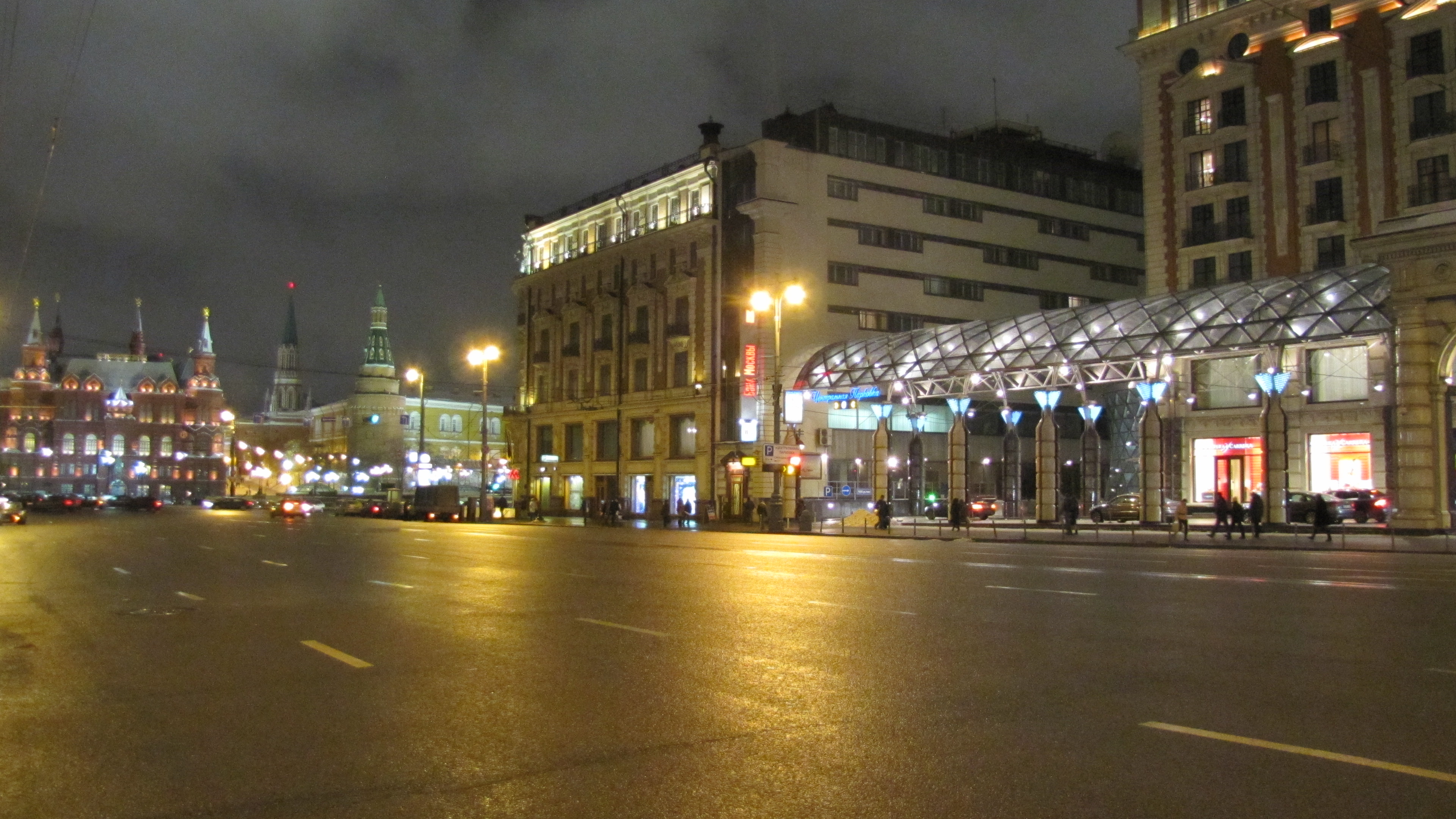
Carrera y Carrera auf der Twerskaja-Straße in Moskau.

Die Firma hat ihren Hauptsitz in San Agustín del Guadalix. 1979 expandierte Carrera y Carrera in die Vereinigten Staaten und 1994 nach Russland. 2013 öffnete die Firma ihre erste Boutique in China. Insgesamt ist sie in über 40 Ländern vertreten und unterhält Niederlassungen in New York, Tokio, Moskau und den Vereinigten Arabischen Emiraten.

## Ehrungen
- Manuel Carrera erhielt im Jahr 2000 eine Medaille der Russischen Akademie der Künste.[8]

## Sonstiges
- Das Unternehmen fertigte eine Tiara für Fabiola Mora y Aragón, welche sie 1960 bei ihrer Hochzeit mit König Baudouin von Belgien trug.[9]
- Die Academia de las Artes y las Ciencias Cinematográficas de España (deutsch Spanische Akademie der Künste und cineastischen Wissenschaften, AACCE) vergibt zum Filmpreis Goya einen von Carrera y Carrera gefertigten Ring.[10][11][12]
- Der von der Russischen Akademie der cineatischen Künste und Wissenschaften verliehene Goldene Adler  wurde von Carrera y Carrera entworfen.[13]